# Мелвин Шварц
Мелвин Шварц (на английски: Melvin Schwartz) е американски физик, носител на Нобелова награда за физика за 1988 г., заедно с Джак Стайнбъргър и Лион Ледърман, за откриването на мюонното неутрино.

## Биография
Роден е на 2 ноември 1932 г. в Ню Йорк, САЩ. Израства в Ню Йорк, по време на Голямата депресия. Учи в природоматематическата гимназия в Бронкс. Придобива бакалавърска (1953) и докторска (1958) степени в Колумбийския университет, където директор на факултета по физика е нобеловият лауреат Изидор Раби. Назначен е за редовен професор в Колумбийския университет.
През 1966 г. започва работа в Станфордския университет, където е построен нов ускорител на частици. Там той изследва нарушенията при запазване на заряда при разпадането на стабилни неутрални каони. Заедно с колегите си успява да получи в лабораторни условия водородоподобни релативистични атоми, съставени от пион и мюон.
Експериментът, за който Шварц и колегите му получават Нобелова награда, е по идея на Цундао Ли, който става лауреат на наградата на 30-годишна възраст, и е осъществен в близката Национална лаборатория Брукхейвън.
Умира на 28 август 2006 г. в Туин Фолс, Айдахо.